# John Sparks

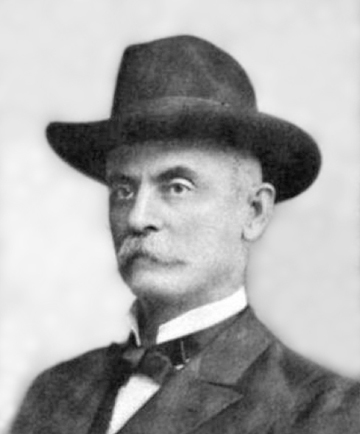
John Sparks.

John Sparks, född 30 augusti 1843 i Winston County, Mississippi, död 22 maj 1908, var en amerikansk politiker och cowboy. Han var den tionde guvernören i delstaten Nevada 1903-1908.
Sparks gifte sig 1872 med Rachel Knight. Paret fick två döttrar: Maude och Rachel. Hustrun avled 1879 och Sparks gifte sig om året därpå med hennes halvsyster Nancy Knight. Han flyttade 1881 till Nevada och köpte en ranch vid namnet H-D Ranch norr om Elko. Han flyttade 1885 till Alamo Ranch söder om Reno.
Sparks valdes 1902 till guvernör som silverdemokraternas kandidat och omvaldes 1906. Han avled i ämbetet. Sparks var djupt skuldsatt vid tidpunkten av sin död och hans ranch måste säljas för att återgälda skulderna.
Hans grav finns på Masonic Memorial Gardens i Reno. Staden Sparks har fått sitt namn efter John Sparks.